# Turandot (personaggio)

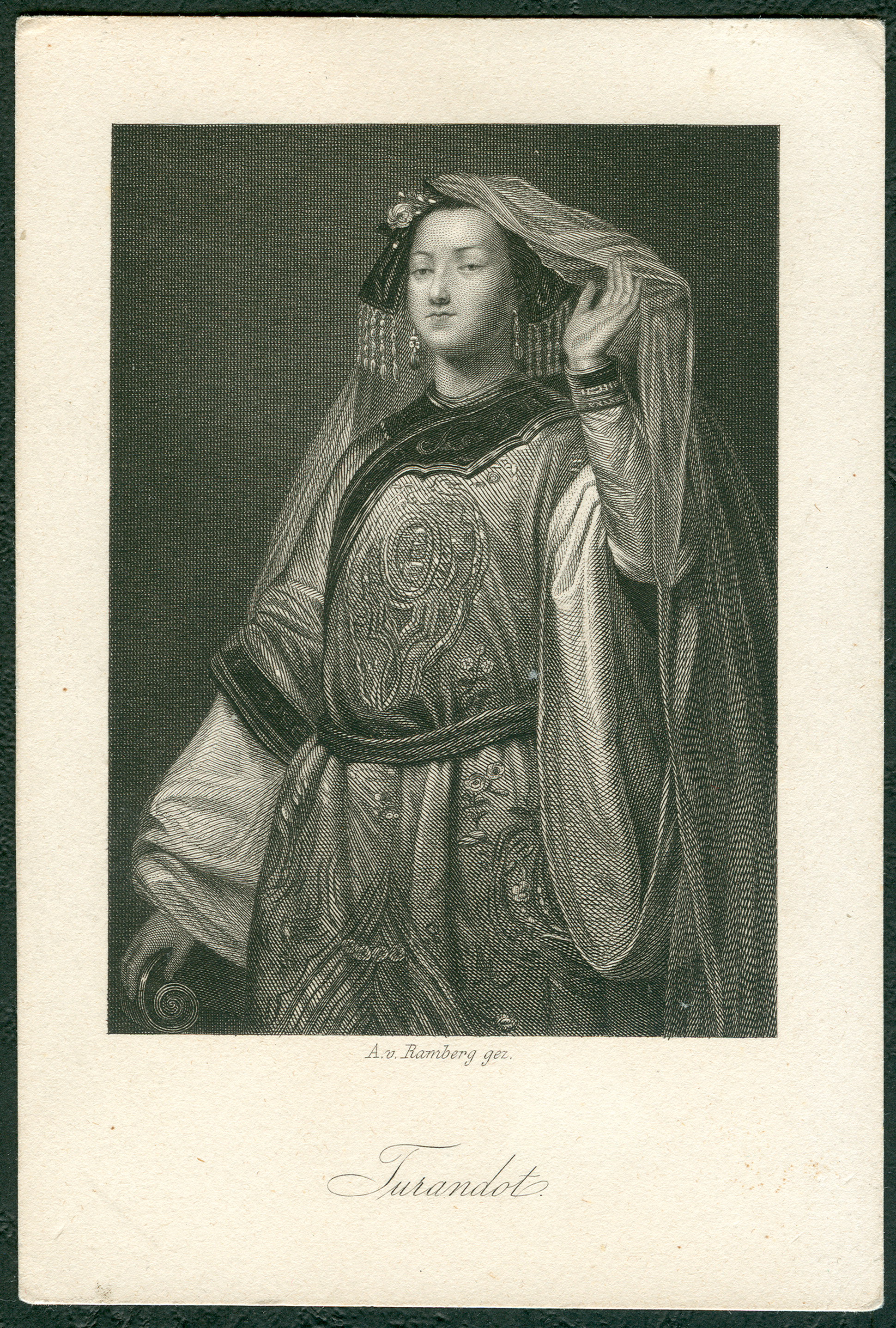
Turandot in un'incisione realizzata da Georges François Louis Jaquemot nel 1859 su disegno di Arthur von Ramberg

Turandot (AFI: /turanˈdɔt/) è la protagonista femminile dell'omonima opera teatrale di Carlo Gozzi e dell'omonima opera lirica di Giacomo Puccini. Turandot è la figlia dell'imperatore di Pechino Altoum ed è la principessa della Cina. Non volendo sposarsi con un principe Turandot fa emanare un editto nel quale si annuncia che il futuro sposo della principessa dovrà prima rispondere correttamente a tre indovinelli difficili proposti dalla principessa stessa, ma che, qualora il pretendente dovesse sbagliare anche un solo indovinello, questo sarà ucciso mediante la decapitazione.

## Storia editoriale
Il nome in persiano significa figlia (dokht, cfr. l’inglese daughter) del re (sottinteso) del regno oltre l’Iran (Turan, generalmente la Transoxiana, per sineddoche anche territori più ampi), e lo si trova per la prima volta, nella forma Turandocte, nei Mille e un giorno, ciclo di novelle persiane pubblicate a Parigi all’inizio del XVIII secolo da François Pétis de la Croix sulla scia del successo della prima traduzione delle Mille e una notte. Alla 45ª giornata si trova appunto la lunga fiaba del Principe Calaf e la principessa della Cina, la quale esige dai suoi pretendenti che risolvano tre enigmi, pena la decapitazione. Quando il Principe Ignoto vi riesce, vedendo la sua disperazione, le propone il controindovinello del suo nome. 
La prima trasformazione per il teatro venne realizzata da Alain René Lesage,  il quale aveva collaborato con Petìs alla stesura della raccolta, e che assieme a Jacques Philippe d’Orneval ne ricavò il vaudeville La princesse de la Chine. Carlo Gozzi ricavò dal testo di Petis la fiaba teatrale Turandot, che venne tradotta in tedesco da tale Friedrich August Clemens Werthes, e poi rielaborata profondamente da Friedrich Schiller, il quale la corredò di una raccolta di indovinelli da cambiare ad ogni rappresentazione. Da quel momento ci si dimenticò di tutte le versioni precedenti, e al dramma si dedicarono soprattutto musicisti, a cominciare da Carl Maria von Weber, che vi compose le musiche di scena, ad una serie di operisti di area germanica quali Blumenroeder (1810), Danzi (1817), Reissinger (1835), Hoven (1838) e Løvenskiold (1854). 
Andrea Maffei, oggi più noto come librettista di Verdi, nel tradurre tutto Schiller la fece conoscere in Italia, contribuendo alla riscoperta della commedia di Gozzi. Antonio Bazzini compose il melodramma Turanda e Giuseppe Giacosa, anch’egli destinato a venir ricordato solo come librettista, ci si ispirerà per Il Trionfo dell’Amore, uno dei suoi drammi di maggior successo. 
Col nuovo secolo in Germania il personaggio acquisì sempre maggior popolarità: l’astronomo Maximilian Wolf gli dedicò il pianetino numero 530 (530 Turandot), Hugo Neumeister un’operetta, il grande regista Max Reinhardt portò sulle scene la versione di Gozzi in una nuova traduzione e con le musiche di scena composte per l’occasione da Ferruccio Busoni, che in seguito scriverà un intero singspiel, mentre altre musiche di scena le compose Kurt Atterberg. L’Italia rispose con il capolavoro postumo di Puccini, che eclisserà tutti i lavori per il teatro precedenti e anche quelli successivi, tra cui il balletto di Gottfried von Einem e Luigi Malipiero, la farsa di Brecht, il dramma di Hildesheimer e i film di Veber e Lamprecht. 
In Europa si sono cercate le origini della trama: a metà del XIX secolo il filologo Friedrich Heinrich von der Hagen pubblicò una raccolta di cento componimenti medievali tedeschi dal titolo Gesammtabenteuter, e diede il nome Turandot al 63° di essi, un poemetto scurrile, benché in realtà ci sia solo qualche analogia. Passando alla letteratura orale, i fratelli Grimm collegarono il nucleo del dramma schilleriano alla 22ª delle loro fiabe, L’indovinello. Successivamente però la scuola folklorista finnoamericana, l'approccio oggi dominante in favolistica, nella sua immensa opera di catalogazione universale delle fiabe popolari secondo la classificazione ATU, ha rettificato includendo la fiaba dei Grimm nella classe 851 e la nostra insieme a molte altre nella sottoclasse 851A, giungendo alla convinzione che essa sia di origine orientale. 
La Turandot compare sotto altro nome in alcune traduzioni tarde e poco fedeli delle Mille e una Notte quali quella di Burton (notti supplementari) e Mardrus (notti 844ss.). Petis sosteneva di aver tradotto un manoscritto ricevuto da un derviscio di nome Moclès, ma vero o falso che sia la nostra storia è presente nella letteratura persiana in varie versioni. La più antica compare come 1 165° componimento (Storia della figlia dell’imperatore di Costantinopoli) dell’immensa raccolta Jawami' al-ḥikayat wa lawami' al-riwayat (Compendio di storie e bagliori di narrazioni) che il dotto 'Awfī compilò intorno al 1230. Ma una trentina di anni prima la fiaba comparve nel noto poema Le Sette Principesse di Nezami con un finale significativamente diverso: la prova degli indovinelli viene sostituita con un linguaggio gestuale cui il pretendente deve saper rispondere adeguatamente, senza venir compreso dagli astanti, quindi non più una prova di ingegno bensì di perfetta intesa. Trovato il pretendente in grado di superare la prova la principessa esulta, e tutta la coda del controindovinello viene meno. 
La bellissima fiaba di Nezami nel suo sviluppo storico divenne sempre meno comprensibile. Alla base vi è il fatto che in alcune lingue i termini enigma e indovinello risultano omonimi e in altre vengono considerati sinonimi, quando invece indicano concetti diversissimi tra loro. A tale malinteso si somma l’ostilità con cui in Occidente si guarda all’enigma, per il filosofo Wittgenstein addirittura privo di dignità d’esistere.